# Campeonato Sudamericano de Voleibol Femenino Sub-20 de 1998
La XIV edición del Campeonato Sudamericano de Voleibol Femenino Sub-20 se llevó a cabo del 23 al 28 de octubre en el departamento de Santa Fe, Argentina. Los equipos nacionales compitieron por un cupo para el Campeonato Mundial de Voleibol Femenino Sub-20 de 1999 a realizarse en Canadá. 

## Campeón
| Brasil            |
| Campeón           |
| Brasil 10º título |

## Clasificación final
| Pos | Equipo    |
| --- | --------- |
| 1   | Brasil    |
| 2   | Argentina |
| 3   | Perú      |
| 4   | Venezuela |
| 5   | Colombia  |
| 6   | Uruguay   |
| 7   | Chile     |
| 8   | Paraguay  |

| Predecesor: Venezuela 1996 | Campeonato Sudamericano de Voleibol Femenino Sub-20 Argentina 1998 | Sucesor: Colombia 2000 |

- Datos: Q2391118